# 1975 في فرنسا
فيما يلي قوائم الأحداث التي وقعت خلال عام 1975 في فرنسا.

## رياضة
- 1 يناير – دورة فرنسا المفتوحة 1975
- 1 يناير – سباق طواف فرنسا 1975 الفائز برنارد تيفينيه.
- 6 يوليو – جائزة فرنسا الكبرى 1975 الفائز نيكي لاودا.

## أفلام
من الأفلام التي صدرت هذه السنة في فرنسا:
- 1 يناير – سالو، أو 120 يوما من سدوم من إخراج بيير باولو بازوليني.
- 6 مارس – زورو من إخراج دوشيو تيساري.

## كتب
من الكتب التي صدرت هذه السنة في فرنسا:
- 1 فبراير – المراقبة والمعاقبة من تأليف ميشال فوكو.

## مواليد

### يناير
- 1 يناير – دييغو بونويل
- 1 يناير – علي مغني فرنسي.
- 10 يناير – مارينا هاندز ممثلة فرنسية.

### فبراير
- 3 فبراير – مصطفى فال لاعب كرة سلة فرنسي.
- 7 فبراير – ريمي غايار لاعب كرة قدم فرنسي.[1]
- 14 فبراير – مالك الزيدي ممثل فرنسي.[2]
- 22 فبراير – سبستيان تليي

### مارس
- 3 مارس – فريد خذر لاعب جودو فرنسي.
- 8 مارس – فرانسوا غرينيت لاعب كرة قدم فرنسي.[3]
- 12 مارس – فاليري نيكولاس لاعبة كرة يد فرنسية.
- 21 مارس – سليمان مباي ملاكم فرنسي.
- 22 مارس – لودوفيك توربين درّاج طريق فرنسي.
- 24 مارس – توماس اليي دراج فرنسي.
- 26 مارس – سيريل مينيغوين مخرج أفلام فرنسي.[4]
- 30 مارس – فرانك جوريتي لاعب كرة قدم فرنسي.[5]

### أبريل
- 9 أبريل – غريغوري كاراز لاعب كرة مضرب فرنسي.
- 12 أبريل – لوران فوكييه سياسي فرنسي.[6]
- 15 أبريل – سيريل رول لاعب كرة قدم فرنسي.
- 18 أبريل – فريدريك ني لاعب كرة قدم فرنسي.[7]
- 24 أبريل – مايكل ستيوارت لاعب كرة سلة أمريكي.
- 26 أبريل – رشيد جبايلي لاعب كرة قدم جزائري.[8]
- 26 أبريل – ساندرين ديليرسي لاعبة كرة يد فرنسية.

### مايو
- 6 مايو – فريدريك بتيت متسابق دراجات نارية فرنسي.
- 8 مايو – عصام الرامي مبارز بالسيف مغربي.
- 16 مايو – جان كريستوف ديفو[9]
- 21 مايو – لورينت روبرت لاعب كرة قدم فرنسي.[10]
- 30 مايو – عادل بن شريف ممثل فرنسي.

### يونيو
- 12 يونيو – رامون دجامالي لاعب كرة قدم فرنسي.[11]
- 12 يونيو – ستيفاني زوستاك ممثلة فرنسية.[12]
- 18 يونيو – جمال دبوز ممثل فرنسي.[13]
- 26 يونيو – فيليب ديلاي لاعب كرة قدم فرنسي.[14]

### يوليو
- 2 يوليو – ديمون وان
- 4 يوليو – تيري زيغ لاعب كرة سلة فرنسي.
- 8 يوليو – ريجيس لاكوني متسابق دراجات نارية فرنسي.
- 25 يوليو – جان كلود دارتشفيل لاعب كرة قدم فرنسي.[15]
- 26 يوليو – جوسيه كارل بيير فانفان لاعب كرة قدم فرنسي.[16]
- 26 يوليو – فابريس فيوريزي لاعب كرة قدم فرنسي.[17]

### أغسطس
- 15 أغسطس – جيروم نوفيل دراج فرنسي.
- 16 أغسطس – سيريل سولينيه لاعب كرة مضرب فرنسي.

### سبتمبر
- 3 سبتمبر – زافييه إفاراغوير لاعب كرة قدم فرنسي.[18]
- 19 سبتمبر – كارولين فوريست كاتبة فرنسية.[19]
- 23 سبتمبر – لورينت باتل لاعب كرة قدم فرنسي.[20]
- 23 سبتمبر – وليد الركراكي لاعب كرة قدم مغربي.[21]
- 30 سبتمبر – ماريون كوتيار ممثلة فرنسية.[22]

### أكتوبر
- 5 أكتوبر – بوبو بالدي لاعب كرة قدم فرنسي.[23]
- 15 أكتوبر – ديفيد ليناريس

### نوفمبر
- 2 نوفمبر – ستيفان سارازين[24]
- 4 نوفمبر – لو يوان بوولنجر درّاج طريق فرنسي.
- 12 نوفمبر – ربيع البحوري صحفي تونسي.
- 13 نوفمبر – ألين ديجبو لاعب كرة سلة فرنسي.[25]
- 25 نوفمبر – أوليفير بيليسي لاعب كرة قدم فرنسي.[26]

### ديسمبر
- 10 ديسمبر – غيوم كويلارد لاعب كرة مضرب موناكوي.
- 16 ديسمبر – كابا دياوارا لاعب كرة قدم فرنسي.[27]
- 18 ديسمبر – سيريل جينتشامب لاعب كرة قدم فرنسي.[28]
- 22 ديسمبر – مانو باييت

## وفيات

### يناير
- 1 يناير – أندريه اجاريج (مواليد 1924) فيزيائي فرنسي.
- 30 يناير – مارك شادورن (مواليد 1895) كاتب فرنسي.[29]

### أبريل
- 11 أبريل – أندريه أوبي (مواليد 1892) كاتب مسرحي فرنسي.[30]
- 19 أبريل – روبرت جيلارد (مواليد 1909) الكاتب الفرنسي.[31]

### مايو
- 8 مايو – جوزيف مولر (مواليد 1895) درّاج طريق فرنسي.[32]
- 13 مايو – مارغريت بيري (مواليد 1909) فيزيائية فرنسية.

### يونيو
- 7 يونيو – آرثر ويبر (مواليد 1879)[33]

### سبتمبر
- 20 سبتمبر – سان جون بيرس (مواليد 1887) شاعر فرنسي.[34]

### أكتوبر
- 28 أكتوبر – جورج كاربنتر (مواليد 1894)[35]

### ديسمبر
- 5 ديسمبر – كارل والكر (مواليد 1904) ناشر ألماني.
- 21 ديسمبر – جان بيرتن (مواليد 1917)